# Frokost
Frokost er et måltid midt på dagen som middagsmad. Ordet stammer fra tysk "vrokost" og betegner et tidligt måltid. Oprindeligt spiste man frokost efter nogle timers arbejde. På mange arbejdspladser er den første spisepause midt på formiddagen og kaldes stadig frokost.
I Norge og Sverige betyder frokost/frukost morgenmad.